# Menoux
Menoux ist eine französische Gemeinde im Département Haute-Saône in der Region Bourgogne-Franche-Comté. Sie gehört zum Arrondissement Vesoul und zum Kanton Port-sur-Saône.

## Geographie
Menoux liegt auf einer Höhe von 235 m über dem Meeresspiegel, fünf Kilometer nördlich von Faverney und etwa 21 Kilometer nordnordwestlich der Stadt Vesoul (Luftlinie). Das Dorf erstreckt sich im nördlichen Teil des Departements, in einer Talmulde des Fossé de la Marcelle, südlich der Höhen von Saint-Remy.
Die Fläche des 14,70 km² großen Gemeindegebiets umfasst einen Abschnitt in der leicht gewellten Landschaft östlich des oberen Saônetals. Der zentrale Teil des Gebietes wird von der Mulde des Fossé de la Marcelle eingenommen, der für die Entwässerung nach Süden zur Lanterne sorgt. Sie liegt auf durchschnittlich 230 m. Flankiert wird die Mulde von einem Plateau, das gegen Norden leicht ansteigt. Landwirtschaftliche Nutzung herrscht hier vor, größere Waldflächen gibt es entlang der Gemeindegrenzen. Die südliche Abgrenzung bilden der Bois de Revreuge und der Bois de la Raie. Im Nordwesten und Norden befinden sich die Höhen von Saint-Remy. Mit 335 m wird hier die höchste Erhebung von Menoux erreicht. In geologisch-tektonischer Hinsicht besteht das Gelände aus einer Wechsellagerung von sandig-mergeligen und kalkigen Sedimenten, die zur Hauptsache während der Lias (Unterjura) abgelagert wurden. An einigen Orten tritt Muschelkalk aus der Trias zutage.
Nachbargemeinden von Menoux sind Saint-Rémy-en-Comté im Norden, Cubry-lès-Faverney im Osten, Mersuay und Faverney im Süden sowie Amance und Senoncourt im Westen.

## Geschichte
Überreste eines aus gallorömischer Zeit weisen auf eine sehr frühe Besiedlung des Ortes hin. Im Weiteren wurden ein Gräberfeld und Waffen aus der Merowingerzeit (6. und 7. Jahrhundert) entdeckt. Erstmals urkundlich erwähnt wird Menoux gegen Ende des 9. Jahrhunderts unter dem Namen Manaore. Hier wurden im 8. Jahrhundert zwei Pilger aus Aquitanien getötet. Im Mittelalter gehörte Menoux zur Freigrafschaft Burgund und darin zum Gebiet des Bailliage d’Amont. Während des Dreißigjährigen Krieges wurde der Ort 1636 von französischen Truppen total zerstört. Zusammen mit der Franche-Comté gelangte Menoux mit dem Frieden von Nimwegen 1678 definitiv an Frankreich. Heute ist Menoux Mitglied des Gemeindeverbandes Terres de Saône.

## Bevölkerung
| Jahr                       | 1962 | 1968 | 1975 | 1982 | 1990 | 1999 | 2006 | 2015 | 2022 |
| Einwohner                  | 222  | 240  | 233  | 239  | 208  | 229  | 268  | 308  | 299  |
| Quellen: Cassini und INSEE |      |      |      |      |      |      |      |      |      |

Mit 299 Einwohnern (1. Januar 2022) gehört Menoux zu den kleinen Gemeinden des Départements Haute-Saône. Nachdem die Einwohnerzahl in der ersten Hälfte des 20. Jahrhunderts deutlich abgenommen hatte (1881 wurden noch 513 Personen gezählt), wurde seit Beginn der 1990er Jahre wieder ein leichtes Bevölkerungswachstum verzeichnet.

## Sehenswürdigkeiten
Die Kirche Saint-Julien stammt ursprünglich aus dem 15./16. Jahrhundert (Chorraum mit Resten von Wandmalereien), wurde aber im 18. Jahrhundert weitgehend neu erbaut. Zur bemerkenswerten Innenausstattung gehören Altäre (17. Jahrhundert), eine reich skulptierte Kanzel (18. Jahrhundert) und verschiedene Statuen. Zu den weiteren Sehenswürdigkeiten zählen ein Haus aus dem 16. Jahrhundert und ein Herrschaftssitz aus dem 18. Jahrhundert. Der Ort besitzt zwei Lavoirs (19. Jahrhundert), die einst als Waschhaus und Viehtränke dienten.

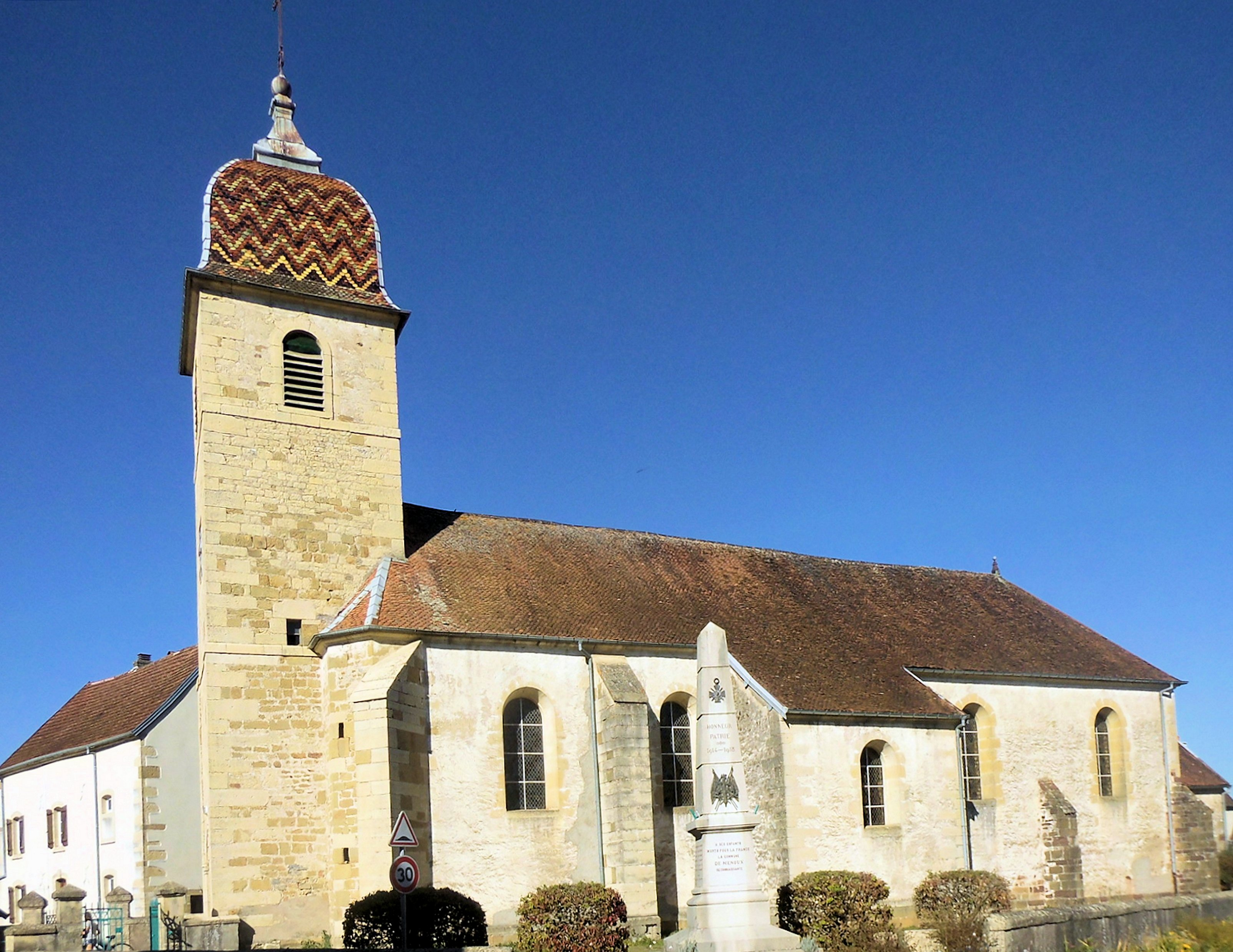
Kirche Saint-Julien
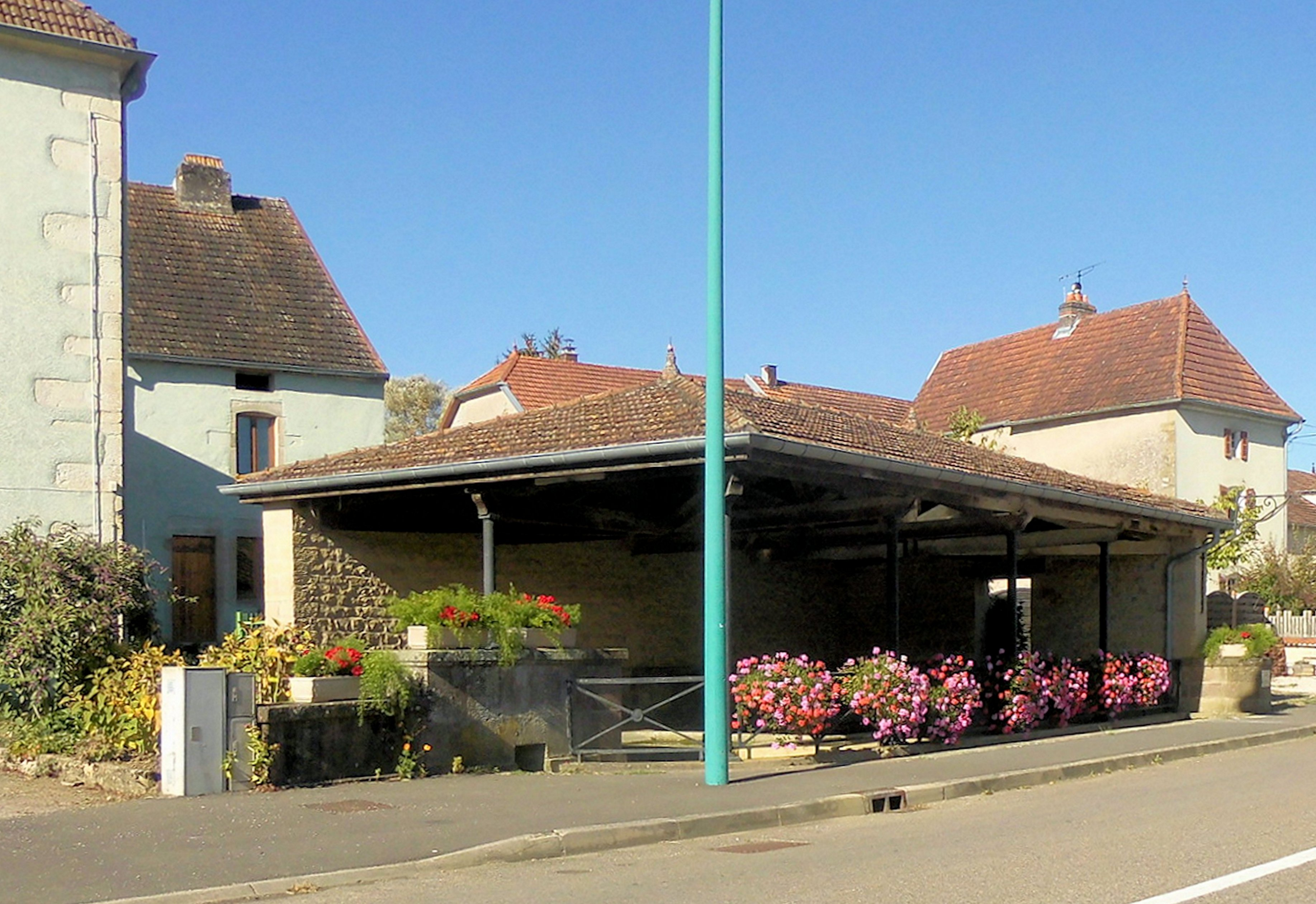
Eines der beiden Lavoirs

## Wirtschaft und Infrastruktur
Menoux war bis weit ins 20. Jahrhundert hinein ein vorwiegend durch die Landwirtschaft (Ackerbau, Weinbau und Viehzucht) und die Forstwirtschaft geprägtes Dorf. Heute gibt es einige Betriebe des lokalen Kleingewerbes. In den letzten Jahrzehnten hat sich das Dorf zu einer Wohngemeinde gewandelt. Viele Erwerbstätige sind deshalb Wegpendler, die in den größeren Ortschaften der Umgebung ihrer Arbeit nachgehen.
Die Ortschaft liegt abseits der größeren Durchgangsachsen an einer Departementsstraße, die von Faverney nach Saint-Rémy-en-Comté führt. Weitere Straßenverbindungen bestehen mit Amance und Cubry-lès-Faverney.